# COMSOL Multiphysics
COMSOL Multiphysics, dříve FEMLAB, je inženýrský software pro simulaci fyzikálních procesů, které lze popsat pomocí diferenciálních rovnic. Program dokáže simulovat libovolnou interakci více fyzikálních (chemicko-fyzikálních) dějů najednou. Mnoho reálných jevů je ve skutečnosti multifyzikálních a simulační inženýr může volit mezi několika druhy spojení (coupling) jevů - jednosměrné spojení, obousměrné nebo kombinované.
Poslední verze (COMSOL Multiphysics 6.2, rok vydání 2023) využívá také možností neuronových sítí, které se dají natrénovat na výsledcích konkrétního modelu, čímž vznikne digitální dvojče s rychlou odezvou.
Program se nyní prodává prostřednictvím přímých poboček a celosvětové sítě distributorů (např. COMSOL Multiphysics GmbH (DE), Humusoft (CZ), Addlink (ES), a další…).

## Historie
Firmu COMSOL AB založili v roce 1986 ve Stockholmu Svante Littmarck a Farhad Saeidi. Oba byli doktorandy na Royal Institute of Technology. V roce 1998 byla spuštěna první verze in-house vyvinutého softwaru FEMLAB a začala mezinárodní expanze. Software se v roce 2005 přejmenoval na COMSOL Multiphysics. V roce 2014 firma COMSOL implementovala do COMSOL Multiphysics rozhraní pro tvorbu simulačních aplikací opatřených uživatelem definovaným GUI. Ve stejném roce byl uveden nástroj COMSOL Server, který umožňuje tyto simulační aplikace sdílet přes zabezpečené webové rozhraní. V roce 2018 byl na trh uveden třetí nástroj, COMSOL Compiler, který umožňuje simulační aplikace kompilovat do podoby samostatně spustitelných programů (například typu *.exe).

## Produkty
Program COMSOL Multiphysics je založen na tzv. metodě konečných prvků (MKP) a využívá se po celém světě ve výzkumu, výuce i vývoji produktů nebo procesů.
Software se používá například k simulaci přenosu tepla, elektromagnetismu, optiky, mechaniky, mechaniky tekutin, akustiky, elektrochemie a chemie. Intuitivní grafické rozhraní provede uživatele celým procesem modelování. Bez ohledu na to, která fyzika je simulována, je vždy použit stejný pracovní postup. Geometrii lze vytvořit pomocí vestavěných nástrojů nebo importem souborů CAD. Předdefinovaná rozhraní pro různé typy fyziky znamenají, že uživatel nemusí definovat parciální diferenciální rovnici, ale místo toho zadává pouze požadované materiálové vlastnosti a okrajové podmínky pro konkrétní vybraný typ fyziky. Je však také možné definovat vlastní parciální diferenciální rovnice nebo upravovat rovnice předdefinovaných rozhraní. Software má vestavěnou funkcionalitu pro vytvoření výpočetní sítě (mesh) a je možné importovat a upravit síť z jiného softwaru. COMSOL Multiphysics zahrnuje různé řešiče pro numerické řešení parciálních diferenciálních rovnic. Pomocí flexibilních vizualizačních nástrojů lze výsledky vizualizovat podle potřeby.
Simulační software má modulární strukturu. Kromě základního modulu „COMSOL Multiphysics“ je nabízena řada volitelných rozšíření, například:

### Elektromagnetické pole
- AC/DC Module
- RF Module
- Wave Optics Module
- Ray Optics Module
- Plasma Module
- Semiconductor Module

### Oblast mechaniky a akustiky
- Structural Mechanics Module
- Nonlinear Structural Materials Module
- Composite Materials Module
- Geomechanics Module
- Fatigue Module
- Multibody Dynamics Module
- Rotordynamics Module
- MEMS Module
- Acoustics Module

### Mechanika tekutin a přenos tepla
- CFD Module
- Mixer Module
- Subsurface Flow Module
- Pipe Flow Module
- Microfluidics Module
- Molecular Flow Module
- Heat Transfer Module

### Chemie a procesní inženýrství
- Chemical Reaction Engineering Module
- Batteries & Fuel Cells Module
- Electrodeposition Module
- Corrosion Module
- Electrochemistry Module

### Víceúčelové
- Optimization Module
- Material Library
- Particle Tracing Module
- Programmschnittstellen
- CAD Import Module
- ECAD Import Module

### Propojovací
- LiveLink for MATLAB
- LiveLink for Excel
- LiveLink for SolidWorks
- LiveLink for Revit
- LiveLink for Inventor
- LiveLink for AutoCAD
- LiveLink for Creo Parametric
- LiveLink for Pro/ENGINEER
- LiveLink for Solid Edge
- File Import for CATIA V5